# Arnaud Le Guilcher
Œuvres principales
- En moins bien
- Pas mieux

Arnaud Le Guilcher est un écrivain français né en 1974 à Guingamp. 

## Carrière
Arnaud Le Guilcher a publié quatre romans en collaboration avec Stéphane Million dont En moins bien, et sa suite, Pas mieux. Les couvertures de ces deux livres ont été conçues par Erwan Denis, alias Plaisirs de Myope. L'auteur a également participé à la revue Bordel au sein de laquelle il a publié nombre de nouvelles dont Le roi de la saucisse. 
Le 5 février 2015, il publie Ric-Rac aux éditions Robert Laffont,. Le 12 février de la même année, son troisième roman, Pile entre deux ressort en poche dans une version revue et corrigée. En aout 2016, sortira Capitaine Frites aux éditions Robert Laffont,. Il est illustré par Charles Berberian. Ric-Rac paraîtra en poche, chez Pocket en septembre. Sur la couverture de cette édition, illustrée par Charline Collette, figure une citation de Patrick Williams, extraite d'un article publié dans Elle : "Bukowski + le petit prince = Ric-Rac". En 2018, sort le roman Du tout au tout  puis en 2021, Toujours pas mieux, également chez Robert Laffont.
Arnaud Le Guilcher travaille également dans la musique au sein du label Barclay.

## Romans
- En moins bien, Stéphane Million éditeur 2009 - Pocket 2011
- Pas mieux, Stéphane Million éditeur 2011 - Pocket 2012
- Pile entre deux, Stéphane Million éditeur, 2013 - Pocket 12 février 2015
- Ric-rac, Robert Laffont, 5 février 2015 - Pocket 1er septembre 2016
- Capitaine frites, Robert Laffont, 18 août 2016
- Du tout au tout, Robert Laffont, 4 janvier 2018, Pocket 3 janvier 2019
- Toujours pas mieux, Robert Laffont, avril 2021

## Nouvelles
- « Fais moi le rat-pack », Bordel. The Rat Pack 2009
- « Elle s'appelle Nolly Parton », Le Grand Bordel de Cannes 2010
- Bordel Pierre Desproges 2010
- Bordel Japon 2011
- « Une armée enterrée », Bordel made in china 2012
- « Le roi de la saucisse », Bordel Foot 2012
- Texte dans Putain d'amour - livre de poche 2014
- Texte pour le photographe Julien Magre